# Não Dá pra Resistir
"Não Dá pra Resistir (Irresistible)" é uma canção do girl group brasileiro Rouge, lançada como primeiro single oficial do primeiro álbum de estúdio da banda, também intitulado Rouge (2002). A canção é uma adaptação em português da canção "Irresistible", escrita originalmente em inglês pela compositora norte-americana Kara DioGuardi e pelos suecos Frederik Thomander e Anders Wikström. Foi adaptada em português pelo músico brasileiro Milton Guedes e produzida por Rick Bonadio. A versão em inglês foi lançada posteriormente pela cantora estadunidense Nikki Cleary para seu álbum homônimo, lançado em 2003.
"Não Dá pra Resistir" é uma canção pop de andamento mediano, que fala sobre um amor irresistível, onde a protagonista não queria admitir, mas confessa que está muito apaixonada. A canção foi lançada ainda em agosto, antes mesmo do reality acabar, e se tornou um sucesso imediato nas rádios, assim como o seu clipe, que fez muito sucesso na televisão. A canção foi tema de abertura da novela Pequena Travessa, de 2002, do SBT, protagonizada por Bianca Rinaldi e Rodrigo Veronese.

## Antecedentes e lançamento
Após o início do programa Popstars, que tinha como objetivo formar um grupo de cinco meninas, os envolvidos começaram a procurar canções para que elas gravassem. Ao chegarem ao número de vinte candidatas, as meninas tiveram que aprender a canção de trabalho do grupo, que seria "Não Dá Pra Resistir". Com isso, elas também tiveram que se dividir em grupos para fazer uma apresentação da canção. Após esse processo, as meninas vencedoras gravariam a canção.
Entre 12 e 17 de agosto, o programa escolheu Aline Wirley, Fantine Thó, Karin Hils, Luciana Andrade e Patrícia Lissa como as integrantes do Rouge, enviando assim a canção "Não Dá pra Resistir" para as rádios, como primeiro single do álbum.
Uma versão em espanhol de "Irresistible", intitulada "Y Cómo Resistir", também foi gravada pelo Rouge, adaptada para a versão em espanhol do álbum C'est La Vie, que teve o lançamento abortado devido a saída de Luciana e acabou vazando na internet .

## Composição e letra
"Não Dá pra Resistir" é uma versão em português da canção "Irresistible", escrita originalmente em inglês por Kara DioGuardi, Frederik Thomander e Anders Wikström. Esta versão original foi gravada no ano seguinte pela cantora Nikki Cleary como um pop teen, enquanto que na versão em português, adaptada por Milton Guedes e produzida por Rick Bonadio, a canção se tornou um pop mais dançante, com elementos de R&B e hip-hop. A canção fala sobre um amor que é irresistível, onde a protagonista tenta disfarçar, mas acaba se apaixonando pela pessoa amada.
A canção inicia com Luciana nos vocais principais, seguida por Patrícia, que troca versões com Luciana até o refrão. No refrão, as meninas cantam, "Não dá pra resistir ao teu amor, você me olha assim, baby, eu vou, teus beijos só pra mim, e teu sabor, não dá pra resistir preciso ter o seu amor." Depois do refrão, Karin canta a segunda parte completa, tendo ajuda das meninas no backing vocal. Após o segundo refrão, Aline canta um trecho do bridge, seguida de Fantine. No refrão final, as meninas cantam juntas, até que a última frase, "não dá pra resistir", é cantada por Luciana.

## Faixas
CD Single
1. "Não Dá Pra Resistir (Irresistible)" - 2:57
2. "Não Dá Pra Resistir (Irresistible)" (Cuca Dance Mix) - 4:33
3. "Não Dá Pra Resistir (Irresistible)" (Cuca Club Mix) - 4:07

## Videoclipe
Após serem anunciadas como vencedoras do programa Popstars, as garotas gravaram o clipe e puderam conferir o trabalho finalizado antes da estreia oficial na primeira coletiva de impressa do grupo, no dia 19 de agosto de 2002. Onde a exibição do primeiro clipe do grupo causou abraços e gritos entre as meninas. No dia 24 de agosto de 2002 durante a exibição do episódio de número 18 do programa "Popstars", todos os telespectadores, que acompanhavam a trajetórias das concorrentes, puderam conferir o making-of do clipe e seu lançamento oficial.

### Sinopse
O videoclipe inicia com um zoom de cada uma das integrantes e seus respectivos nomes. Após isso, Luciana canta sua parte, sentada numa escada, e ao mesmo tempo são mostradas duas cenas: uma de Luciana em pé, num cenário repleto de espelhos, e outra do grupo executando a coreografia da canção (cena que se intercala sempre com outras cenas do clipe). Em seguida, Patrícia chega perto de Luciana, cantando sua parte olhando para ela. Essa cena é intercalada com uma cena de Patrícia no cenário de espelhos e com a cena de dança.
Após o refrão, o grupo faz uma coreografia de dança, onde a canção é interrompida pelo dance break. Após a coreografia, Karin canta a sua parte no cenário de espelhos, e também no cenário onde elas executam a coreografia. Após mais coreografia, Aline canta sua parte, diante de um espelho, enquanto que na parte de Fantine, a cantora chega ao lado de Aline, cantando a canção, e como as outras, ela também canta a canção no cenário de espelhos e no cenário onde se passa a coreografia. No final, todas cenas são intercaladas, e as garotas comemoram no cenário de dança, abraçadas e felizes.

## Versão de Nikki Cleary
A versão em inglês, "Irresistible", escrita originalmente em inglês pela americana Kara DioGuardi e pelos suecos Frederik Thomander e Anders Wikström, foi gravada por Nikki Cleary para seu álbum homônimo Nikki Cleary, gravado entre 2002 e 2003. O álbum foi lançado em 5 de agosto de 2003, pela gravadora Jive Records, a versão original foi lançada aproximadamente, um ano depois de sua versão em português "Não Dá pra Resistir" no Brasil. "Irresistible" foi gravada como um pop teen e foi produzida pelos seus próprios autores Kara DioGuardi, Frederik Thomander e Anders Wikström. É a faixa número 9 do álbum e possui duração de 3:18. A canção não foi lançada como single nos Estados Unidos.